# SCG 004S
SCG 004S – supersamochód klasy średniej produkowany pod amerykańską marką SCG od 2020 roku.

## Historia i opis modelu

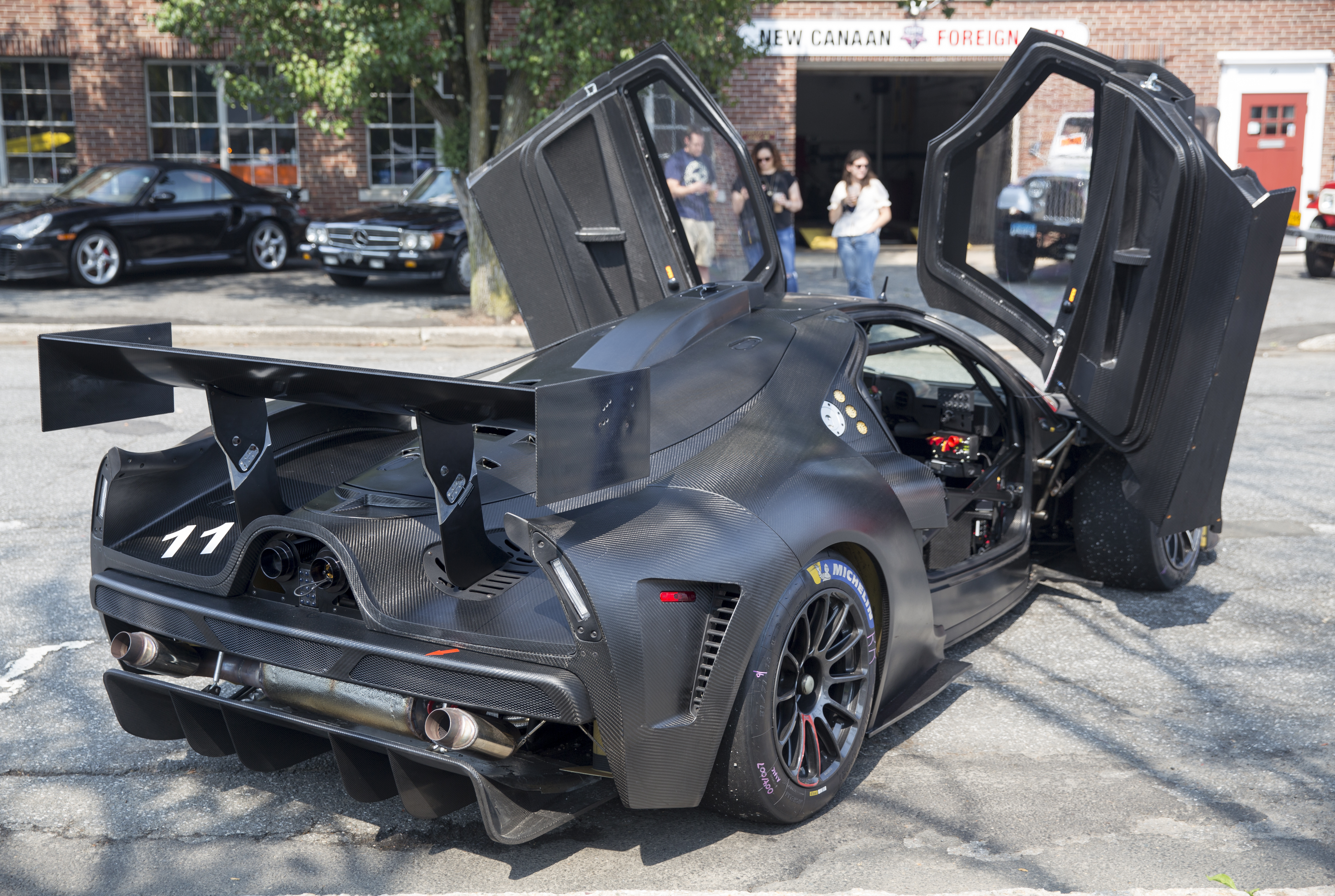
SCG 004C - tył

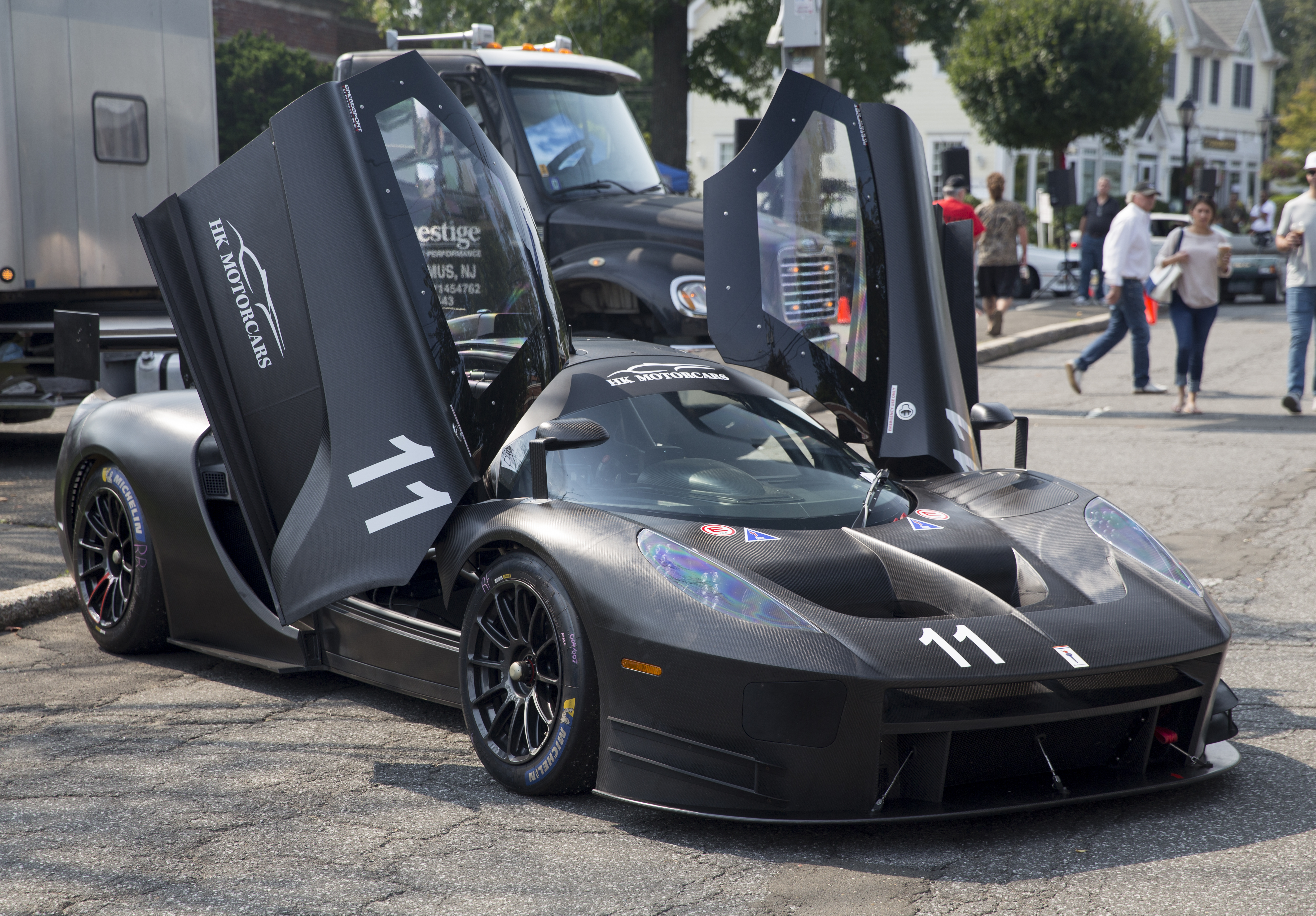
SCG 004C

Po wstępnych informacjach na temat planowanego drugiego modelu amerykańskiego przedsiębiorstwa SCG przedstawionych w listopadzie 2017 roku w formie dokładnych modeli graficznych 3D, oficjalne informacje na temat następcy SCG 003S przedstawione zostały w sierpniu 2020 roku.
Pod kątem wizualnym SCG 004S przyjęło łagodniejszą stylizację nadwozia, z mniejszą liczbą rozległych wlotów powietrza, większą powierzchnią przeszkloną i wyżej osadzonymi reflektorami. W kabinie pasażerskiej charakterystyczną cechą stał się centralnie umieszczony fotel kierowcy wysunięty względem sąsiedniego.
Jednostka napędowa SCG 004S to mocniejszy niż u poprzednika, umieszczony z tyłu za fotelami 650-konny silnik benzynowy typu V8 o pojemności 5-litrów, który osiąga maksymalny moment obrotowy 720 Nm.

### Sprzedaż
W przeciwieństwie do poprzednika, za lokalizację do produkcji SCG 004S wybrano nie zewnętrzne zakłady w Europie, lecz nabyte w 2018 roku własne tereny odkupione od lotniska w miejscowości w Danbury w amerykańskim stanie Connecticut. Krótkoseryjna produkcja rozpoczęła się w 2020 roku.

### Silnik
- V8 5,0 l Twin-Turbo 650 KM